# ンドゥイヤ
ンドゥイヤ（伊: 'nduja）は、南イタリアで作られる香辛料が利いた豚肉のソーセージ。スペインのバレアレス諸島で食べられるソブラサーダに似ているが、大まかな基礎となったのはフランスが起源のアンドゥイユである。アンドュイユは13世紀にアンジュー＝シチリア家がイタリアに持ち込んだとされる。

## 名称
「ンドゥイヤ」の名前は肉と香辛料を使った他の2種類のサルーミ、ピエモンテ州のサラメ・ドゥラ・ドゥーヤとフランスのアンドゥイユに由来し、どちらの料理名もラテン語の「inductilia」に遡れる。
発祥地のモンテ・ポロやスピーリンガでは[ʒ]音を用いて「ンドゥージャ」のように発音するが、一般的には「ンドゥーヤ」のように発音し、この言葉の響きを「イタリア化」する傾向にある。

## 特徴
イタリアの数あるサルーミの中でもカラブリア州発祥の物で、州内のヴィボ・ヴァレンツィア県スピーリンガ周辺で生まれた。
この料理はグアンチャーレにも使われる豚トロを除いた頭の肉、様々な肉の切り落とし、綺麗な皮膚、ラード、特徴的な辛さを生み出すカラブリア州産のローストした唐辛子を使って作られる。材料を全てミンチにし、盲腸のケーシングに詰めて燻製すると、柔らかく大きなソーセージが完成する。しかし、元は豚肉の本来廃棄する部位を利用する為に作られた、歴史的に見ても貧乏人の料理である。
唐辛子の含有量が多く防腐作用を持っている為、保存料を必要としない。
瓶詰めで売られる他、ソーセージの厚切りとしても販売されている。
2015年から2016年頃にアメリカやイギリスで人気が急上昇し、ニューヨークの「スポッテッド・ピッグ」やロンドンの「テンプル・アンド・ソンズ（英: Temple and Sons）」等のレストランの料理に登場した。

## 利用

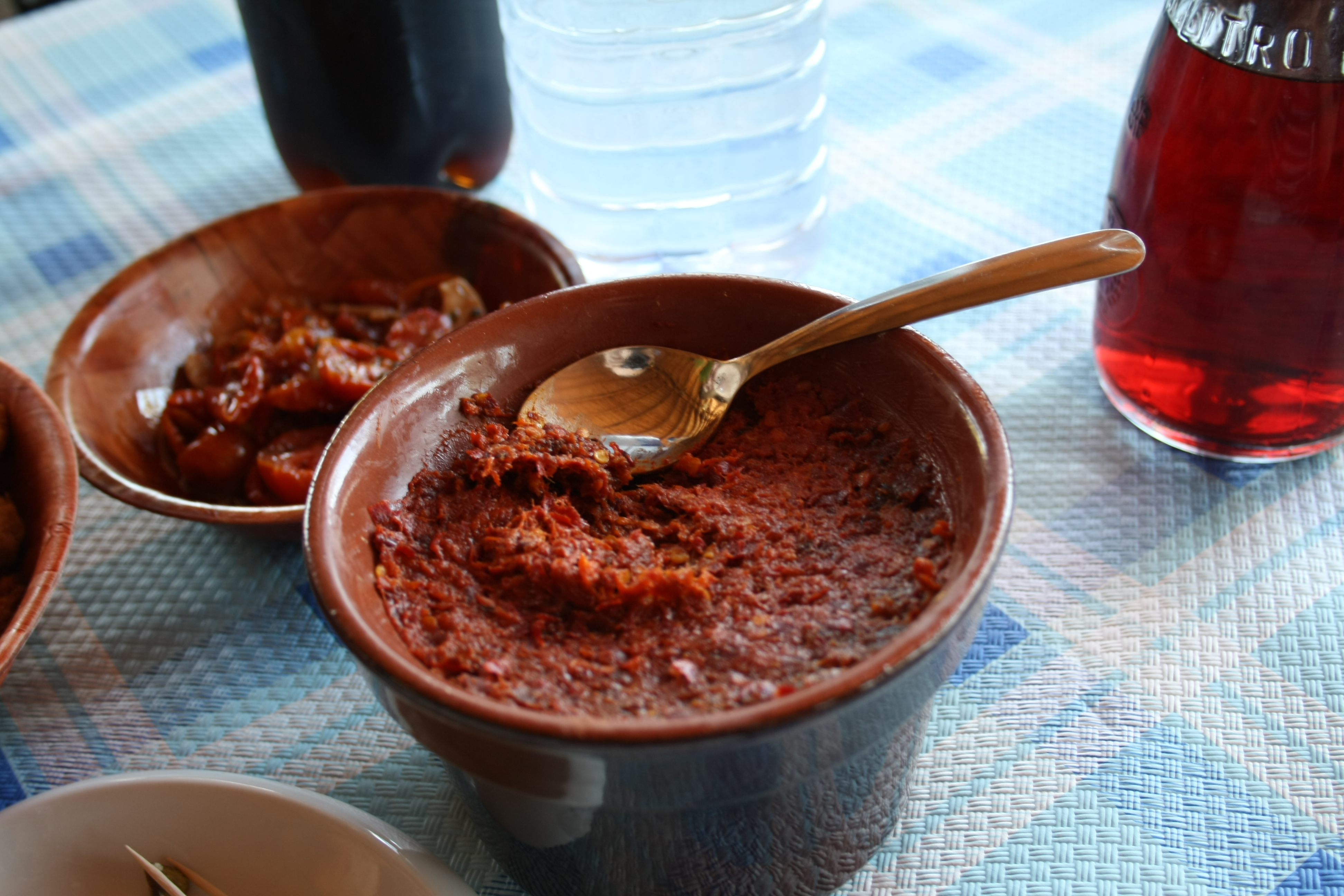
食卓に出るンドゥイヤ

パンに塗れる程柔らかい為、主に薄切りのトーストや熟したチーズと一緒に食べる。その唯一無二の味は様々な料理に適しており、例えばニンニクを加えたミートソースやトマトソースのベースになるソフリットとして使ったり、ピザやオムレツの具に使ったりする事が出来る。

## サグラ
1975年以来、スピーリンガでは毎年8月8日にンドゥイヤのサグラが開催されている。同様のサグラは他の多くのカラブリア州の自治体でも行われている。